# 艾芙隆海灣社區公司
艾芙隆海灣社區公司（AvalonBay Communities, Inc.）是一家美國的公寓管理公司，2007年時，該公司被列入標準普爾500指數。截至2019年1月31日，該公司旗下擁有78365間公寓房間，分布於新英格蘭、紐約都會區、華盛頓都會區、西雅圖和加州等地，是美國第四大的公寓所有者。